# Aéroport de Sohar
L’aéroport domestique de Sohar, situé dans la wilayat de Sohar, dans le gouvernorat d'Al-Batinah du Nord, à Oman est la préfiguration de l'aéroport international opérationnel en 2014.

## Situation
| Sohar Duqm Khasab Mascate Salalah |

## Statistiques
Pour des raisons techniques, il est temporairement impossible d'afficher le graphique qui aurait dû être présenté ici.

Voir la requête brute et les sources sur Wikidata.

## Compagnies et destinations
| Compagnies    | Destinations |
| ------------- | ------------ |
| Air Arabia    | Charjah      |
| Qatar Airways | Doha-Hamad   |
| Salam Air     | Salalah      |

Édité le 17/10/2018